# 宮越愛恵
宮越 愛恵（みやこし まなえ、11月24日 - ）は、日本のグラビアモデル、タレント、元レースクイーンである。京都府舞鶴市出身。元プラチナムプロダクション所属で、現在はワイエムエヌに所属。愛称は“まなちゅん”。

## 略歴

### モデル活動開始 - ミス・アース・ジャパン出場
2015年6月に京都から上京。同年8月より「TEAM IMPUL“IMPUL LADY”」としてSUPER GTとスーパーフォーミュラの2カテゴリーでレースクイーン活動を行った。
2016年はSUPER GTで「ITOCHU ENEX IMPUL LADY」を担当。同年7月、ミス・アース・ジャパン2016に出場し「ミス・ウォーター・ジャパン」を受賞する。レッドブル・エアレース・ワールドシリーズ千葉大会では、2016年と2017年大会のエアレースクイーンとしてマット・ホール（No.95 マット・ホール レーシング）のチームガールを務めた。

### レーシングミクサポーターズとして
2017年、3年間務めた水谷望愛の後任として、グッドスマイルレーシング「レーシングミクサポーターズ」のメンバーに就任。以後2018年・2019年・2020年とミクサポメンバーとして活動する。
2020年2月9日に幕張メッセで開催された『ワンダーフェスティバル』のミクサポメンバー発表会見において、同年度限りでレースクイーン並びにミクサポから卒業することを表明していたが、この年は新型コロナウイルス感染症流行の影響でレーススケジュールに大幅な変更が生じ、更に無観客開催等でサーキットになかなか行けなかったことから、同年11月23日に六本木で行われたバースデーオフ会の壇上で、「卒業宣言」を撤回した。こうした経緯もあり、2021年度も引き続きミクサポメンバーとして活動することが同年12月18日に発表された。ちなみに同一メンバー（宮越・荒井つかさ、月愛きらら、青山明日香）が2年間務めるのはミクサポ史上初である。
2021年8月25日、ミクサポで共働する荒井つかさと共に「RIZINガール2021」メンバーに選ばれたことが発表される。そして29歳になった翌月の同年12月25日配信『初音ミク GTプロジェクト 2021シーズン報告会』をもって5年間務めたミクサポを完全に卒業。翌2022年1月14日 - 16日の東京オートサロンで現役最後のコスチューム姿を披露した。またRIZINガールも同年7月31日のRIZIN.37をもってわずか1年の契約を終えた。

## 人物
- 趣味はカラオケ、ピアノ、ネイルアート[雑誌 2]。
- 弟が1人いる[24]。
- コスプレ好きで撮影会にも出演している。[25]

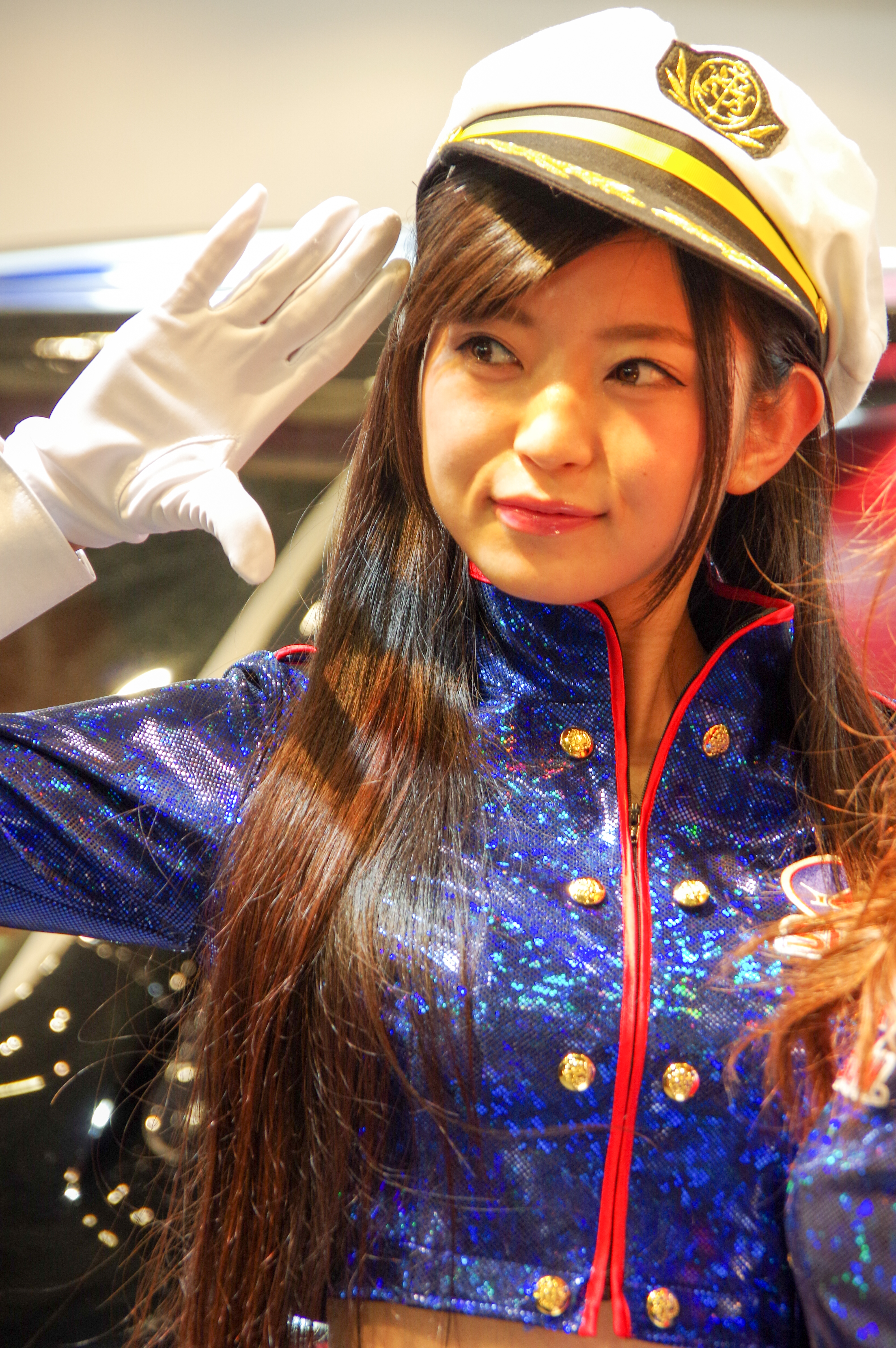
東京オートサロン2016にて

- 漫画家の窪之内英策のファン。“#エイサク系女子”というハッシュタグを作ってアピールしており、窪之内本人も認識しているという[雑誌 2]。
- プラチナム在籍時の同僚だった阿比留あんな（旧：阿比留夏海）と仲が良い[IS 1]。

## 活動

### レースクイーン
| 年              | カテゴリー                                                                                              | チーム名                                                        | 他メンバー |
| --------------- | --- | --------------------------------------------------------------- | --- |
| 2015年          | SUPER GT                                                                                                | IMPUL LADY                                                      | 田崎なぎさ |
| 2016年          | SUPER GT                                                                                                | ITOCHU ENEX IMPUL LADY                                          | 南奈々 |
| 2016年 - 2017年 | 2016年レッドブル・エアレース・ワールドシリーズ 千葉 2017年レッドブル・エアレース・ワールドシリーズ 千葉 | マット・ホール（No.95 マット・ホール レーシング）チームガール。 | 西村いちか、林紗久羅(2016-2017)、森園れん、斉藤絢女、瀬野ユリエ、田中梨乃、岩瀬香奈、河瀬杏美、近藤みやび、安田七奈、藤木由貴(2016-2017)、小山桃、璃波、立花はる、引地裕美、太田麻美、有馬綾香、河瀬杏美、村山久美、川崎あや、清瀬まち、森紗羅、比良祐里 |
| 2017年          | SUPER GT                                                                                                | GOODSMILE RACING & TeamUKYO                                     | 荒井つかさ、山村ケレール、鈴菜 |
| 2018年          | SUPER GT                                                                                                | GOODSMILE RACING & TeamUKYO                                     | 荒井つかさ、香月わかな、鈴菜 |
| 2019年          | SUPER GT                                                                                                | GOODSMILE RACING & TeamUKYO                                     | 荒井つかさ、月愛きらら、らいな |
| 2020年 - 2021年 | SUPER GT                                                                                                | GOODSMILE RACING & TeamUKYO                                     | 荒井つかさ、月愛きらら、青山明日香 |

### イベントコンパニオン
| イベント名                 | 出演年        | 出演ブース                                           | 備考                                                           |
| -------------------------- | ------------- | ---------------------------------------------------- | -------------------------------------------------------------- |
| 東京オートサロン           | 2016年        | SUWブースコンパニオン                                | 近藤みやび、白石ゆうかと共演                                   |
| 東京オートサロン           | 2017年        | IMPULブース                                          | [ 注 4 ]                                                       |
| 東京オートサロン           | 2018年        | スズキブース ステージモデル                          | [ 注 5 ]                                                       |
| 東京オートサロン           | 2019年        | MONZA JAPAN with AWASOME                             | [ 30 ]                                                         |
| 東京オートサロン           | 2020年        | メルセデス・ベンツ                                   | レーシングミクサポーターズとして参加                           |
| 東京オートサロン           | 2022年        | 埼玉自動車大学校                                     | レーシングミクサポーターズとして参加                           |
| 大阪オートメッセ           | 2018年        | スズキブースステージモデル                           | [ 31 ]                                                         |
| 大阪モーターサイクルショー | 2018年        | MOTULブース コンパニオン                             | [ 32 ]                                                         |
| AnimeJapan                 | 2016年        | 電通ブース コンパニオン                              | [ 33 ]                                                         |
| AnimeJapan                 | 2018年        | NBCユニバーサルブース コンパニオン                   | 『ご注文はうさぎですか?』に登場する “ココア”のコスプレを披露。 |
| 東京ゲームショウ           | 2016年        | ALIENWAREブース コンパニオン                         | プラチナムの同僚だった山本成美や松山英礼奈と共演。             |
| 東京ゲームショウ           | 2017年 2018年 | Xperiaブース ステージモデル                          | [ 35 ] [ IS 3 ]                                                |
| コミックマーケット         | 2016年        | 「コミックマーケット90」 セブンネットブース          | 神原駿河役                                                     |
| ニコニコ超会議             | 2016年        | SANYOブース コンパニオン                             |                                                                |
| その他                     | 2016年        | 「スポルテック2016」 SUWブースコンパニオン           | [ IS 4 ]                                                       |
| その他                     | 2017年        | TRACK PARTY2017 （2017年10月14日・伊豆ベロドローム） | イメージガールとして出演                                       |

## 出演

### テレビ
- 今田と陣内のドラゴンクエスチョン（2017年3月30日、読売テレビ）[IS 5]
- オイコノミア（2017年5月22日、NHK）
- 平成生まれ3000万人!そんなコト考えた事なかったクイズ!トリニクって何の肉!? （2018年8月28日、ABC）

### WEBテレビ
- プラ☆スタ（2016年5月22日、AbemaTV FRESH! ）
- モデルプレスナイト（2017年5月22日、ひかりTV）

### ドラマ
- 女の子勲章（2017年4月15日 - 4月16日、テレビ朝日）
- ぼくは愛を証明しようと思う。（2017年12月28日、テレビ朝日）

### 舞台
- GOLD RUSH THE MUSICAL（2017年3月17日 - 19日、はまぎんホール ヴィアマーレ）[39]
- かよちゃんのこと（2020年10月28日 - 11月1日、東京おかっぱちゃんハウス）[注 6]
- 学園事変（2021年1月5日 - 1月10日、日暮里d-倉庫） 書留見紙 役（Aチーム）

### 映画
- HiGH＆LOW（2016年7月16日、松竹）
- 22年目の告白 -私が殺人犯です-（2017年6月10日、ROBOT） - カメオ出演[IS 6]

### ゲーム
- 龍が如く7（2020年、SEGA）- 声の出演：大海原資格学校の受付嬢役[42]

### CM
- ドクター・ショール「メディキュット」（2016年）- 菜々緒と共演
- ハウステンボス「ハロウィン編」（2015年9月 - 10月）[43]
- アリシアクリニック（2021年）[44]